# مهرجان البستان الدولي

ملصق مهرجان البستان الدولي بعنوان "الموسيقى والطبيعة" لسنة 2014

مهرجان البستان الدولي هو تقليد موسيقي سنوي يقام في بلدة برمانا في لبنان ويعتبر من أهم الهرجانات الموسيقية التي تقام في فصل الشتاء. بداء المهرجان عام 1994. يمتد المهرجان على فترة الخمس أسابيع بين شهري شباط/فبراير وأذار/أذار ويتخللها أكثر من ثلاثين عرض موسيقي لكبريات الفرق الموسيقية العالمية. تعتمد أكثرية العروض موسيقى الحجرة بالإضافة للأوبرة، حفلات الأولكسترة والكورس والرقصات والدمى والمسرحيات. كما يتيح المهرجان فرصة تدريب وتثقيف العامة في المواضيع الموسيقية من خلال حلقات تعليمية يقيمها موسيقيي المعهد بالتعاون مع المهعهد الموسيقي الوطني اللبناني. ويتخلل المهرجان معرضا فنيا يتكامل مع موضوعه. ويتيح المهرجان للمشاركين بالتفاعل فيما بينهم لإثراء ثقافتهم الموسيقية.

## الأسلوب
يحاول المهرجان أن يقدم برنامج متكامل ومتجانس يتناول موضوعا محددا مثل الاحتفال بثقافة مدينة محددة أو بلد معين كما يحاول أن يكون مغامرا في عرض عروض جريئة وغير مألوفة.

### مواضيع المهرجانات السابقة
يبين الجدول التالي المواضيع التي تناولتها المهرجانات المتتابعة
| تاريخ العرض            | الموضوع                              |
| ---------------------- | ------------------------------------ |
| 17 شباط - 3 نيسان 1994 | الحب                                 |
| 22 شباط - 25 أذار 1995 | التأثيرات من الشرق إلى الغرب         |
| 21 شباط - 24 أذار 1996 | الروح الموسيقية                      |
| 19 شباط - 24 أذار 1997 | فيينا الرومنطيقية                    |
| 18 شباط - 22 أذار 1998 | فرنسا                                |
| 17 شباط - 21 أذار 1999 | بولندا                               |
| 23 شباط - 26 أذار 2000 | المئوية - نجوم القرن 21 الصاعدة      |
| 20 شباط - 25 أذار 2001 | من البندقية إلى أمستردام             |
| 19 شباط - 24 أذار 2002 | براغ                                 |
| 18 شباط = 23 أذار 2003 | المهرجان اليوبيل العاشر              |
| 17 شباط - 21 أذار 2004 | المجر                                |
| 15 شباط - 20 أذار 2005 | موسيقى الشمال                        |
| 22 شباط - 26 أذار 2006 | موزارت                               |
| 21 شباط - 25 أذار 2007 | إسبانيا                              |
| 12 شباط - 17 أذار 2008 | أبعد من الحدود                       |
| 18 سباط = 22 أذار 2009 | الموسيقى والحياة                     |
| 17 شباط - 21 أذار 2010 | إيطاليا                              |
| 22 شباط - 27 أذار 2011 | بجانب الدانوب حتى البحر الأسود       |
| 21 شباط - 25 أذار 2012 | موسيقى أمريكا اللاتينية              |
| 19 شباط - 27 أذار 2013 | العيد العشرين لمهرجان البستان الدولي |
| 19 شباط - 23 أذار 2014 | الموسيقى والطبيعة                    |

## للإستزادة
- قائمة مهرجانات لبنان
- موسيقى الحجرة